# Xã Billmore, Quận Oregon, Missouri
Xã Billmore (tiếng Anh: Billmore Township) là một xã thuộc quận Oregon, tiểu bang Missouri, Hoa Kỳ. Năm 2010, dân số của xã này là 100 người.